# Ch'oe In-deok
Ch'oe In-deok (tiếng Triều Tiên: 최인덕; Hancha: 崔仁德, Thôi Nhân Đức; 1917-2003) là một chính khách và Phó nguyên soái Quân đội Nhân dân Triều Tiên.

## Tiểu sử
Theo thông tin do chính quyền Bắc Triều Tiên công bố, ông sinh ngày 14 tháng 10 năm 1917, người Hamgyong Nam (có tài liệu ghi ông là người Hamgyong Bắc). Tháng 8 năm 1937, ông tham gia Liên quân Đông Bắc kháng Nhật do Đảng Cộng sản Trung Quốc lãnh đạo, được biên chế trong Sư đoàn 6 của Quân đoàn 2, phục vụ dưới quyền Kim Il Sung. Ông gia nhập Đảng Cộng sản Trung Quốc vào tháng 11 năm 1937. Sau khi rút qua Liên Xô, ông phục vụ trong Tiểu đoàn 1 của Lữ đoàn Bộ binh 88 thuộc Phương diện quân Viễn Đông Hồng quân Liên Xô.
Tháng 8 năm 1945, ông quay lại Trung Quốc. Theo các tài liệu Nhật Bản, Ch'oe In-deok là Trung đoàn trưởng Trung đoàn 16 thuộc Sư đoàn 3 của Quân đội Nhân dân Triều Tiên khi Chiến tranh Triều Tiên bùng nổ vào năm 1950. Ông được thăng cấp Trung tướng vào tháng 10 năm 1970, và được bầu làm thành viên của Ủy ban Trung ương Đảng Lao động Triều Tiên vào tháng 11 cùng năm. Tháng 9 năm 1972, ông giữ chức Tư lệnh Phòng vệ Đông Hải. Tháng 1 năm 1975, ông là Tư lệnh Quân đoàn 1. Tháng 9 năm 1978, ông được thăng Thượng tướng. Tháng 10 năm 1980, ông được bầu làm thành viên của Ủy ban Trung ương tại Đại hội toàn quốc của Đảng Lao động lần thứ VI. Tháng 4 năm 1982, ông là Hiệu trưởng Đại học quân sự tổng hợp Kim Nhật Thành. Tháng 7 năm 1987, ông được thăng Đại tướng. Tháng 4 năm 1992, ông được thăng Phó nguyên soái.
Ông qua đời vào ngày 31 tháng 8 năm 2003.
Ông được bầu làm thành viên của Hội đồng Nhân dân Tối cao bảy lần: tháng 11 năm 1967, tháng 12 năm 1972, tháng 11 năm 1977, tháng 2 năm 1982, tháng 11 năm 1986, tháng 4 năm 1990 và tháng 9 năm 1998,

## Giải thưởng
- Anh hùng Cộng hòa Dân chủ Nhân dân Triều Tiên (hai lần: tháng 11 năm 1970 và tháng 4 năm 1992)